# م.و. أوتيدو
م.و. أوتيدو (بالإنجليزية: M.O. Otedoh)‏ هو عالم نبات .